# Поршневой палец
Поршнево́й па́лец (англ. piston pin, нем. Kolbenbolzen) — сплошной или полый цилиндрический стержень, служащий для подвижного шарнирного соединения поршня с шатуном. Аналогичные детали имеются в шарнирных соединениях ползунов, крейцкопфов, рычажных механизмов и обычно называются осью шарнира.

## История
В паровых машинах основным видом кривошипно-шатунного механизма выступал крейцкопфный. Поэтому у их наследников, первых моделей тихоходных ДВС Э. Ленуара 1860, Н. Отто 1862 и Р. Дизеля 1897, которые предназначались для стационарных условий, поршень жестко соединялся со штоком, а уже шток через шарнир воздействовал на шатун. Но для транспортных ДВС крейцкопфная схема оказалась слишком громоздкой и тяжёлой, поэтому с конца XIX века на быстроходных автомобильных и авиационных ДВС применяется тронковая схема. В этой конструкции шатун соединяется с поршнем поршневым пальцем.

## Типология и классификация
Классификатор ЕСКД «Классификатор изделий и КД машиностроения и приборостроения» относит поршневые пальцы к 71 классу общемашиностроительных деталей — тела вращения.
В Российской Федерации требования к производству поршневых пальцев нормируются:
- ГОСТ Р 53443-2009 Автомобильные транспортные средства. Пальцы поршневые двигателей. Общие технические требования и методы испытаний.[3]
- ОСТ 23.3.13-86 Пальцы поршневые тракторных и комбайновых дизелей. Общие технические условия.

В деталях машин поршневой палец в соединениях с поршнем и шатуном образует по классификации И. И. Артоболевского кинематическую пару с одной степенью свободы. Эта кинематическая пара относится к высшим, то есть имеет контакт по поверхности.
С точки зрения динамического расчета ДВС поршневые пальцы относятся в группе поршня, которая вызывает силы инерции поступательно движущихся масс. С точки зрения видов нагружения поршневой палец относится к стержням, рассчитываемым на срез и смятие. С учетом малых плечей действия сил (расстояние между головкой шатуна и бобышкой поршня очень мало относительно общей длины опор пальца) расчет на изгиб не производится.
- Плавающий поршневой палец, головка и втулка шатуна, стопорные кольца
- Поршневой палец в бобышках поршня (двигатель Citroën)
- Производство поршневых пальцев на заводе Morrow & Hinkley Motor, США, 1920 год

По конструкции поршневые пальцы делятся на:
- сплошные (у ДВС малых размерностей, например в авиамоделизме);
- полые (основная масса ДВС).

По посадкам деталей в шарнире:
- палец — бобышки с зазором, палец — головка шатуна с зазором (т. н. «плавающий палец», наиболее распространенная схема);
- палец — бобышки с зазором, палец — головка шатуна с натягом (не требует осевой фиксации, но выше износ бобышек):
- палец — бобышки с натягом, палец — головка шатуна с зазором (практически не используется)[6].

## Материалы, технология производства и термообработка
Материалами поршневых пальцев малоуглеродистые и легированные стали (12Х2Н4А, 12ХНЗА, 15ХМА и др.). Заготовки получают прокатом, далее осуществляется черновая механическая обработка. Далее они проходят поверхностную цементацию и закалку (как правило ТВЧ), достигается твердость поверхности 55…65 HRC, сердцевина существенно мягче. Закаленные пальцы шлифуют на круглошлифовальных или бесцентровошлифовальных станках и полируют. Сборка соединений с натягом связана с большими усилиями.

Применяют следующие методы сборки и разборки:
С созданием усилия:
- ударный метод (в настоящее время считается кустарным, вызывает задиры и деформации втулки шатуна);
- винтовыми приспособлениями;
- гидравлическим прессом с оправками.

За счёт температурного расширения металла:
- нагревом шатуна до 60…85 °C[8];
- охлаждение пальца жидким азотом.[9]

## Смазка
Смазка поршневых пальцев автомобильных ДВС осуществляется масляным туманом, а также маслом, которое снимается маслосъёмными кольцами. В крупноразмерных судовых двигателях шатун может иметь специальный маслоподводящий канал к поршневым пальцам.

## Диагностика и контроль
Диагностика износа соединения пальцев с головкой шатуна и бобышками поршня ведется по стукам и шумам. Прослушивают мембранным или электронным стетоскопом стуки в зоне верхней части цилиндра (характерный звук высокого тока).
Контроль размеров пальца ведётся микрометром или скобами. Контролируется наружный диаметр в двух плоскостях, овальность и конусность. Твердость поверхности поршневых пальцев контролируется по Роквеллу, обычно выборочно на линиях завода-изготовителя. Контроль по массе для избежания неравномерности ведётся при сборке для всей поршневой группе в сборе.
- Стетоскоп медицинский, у промышленной модели мембрана на длинном полом стержне.
- Микрометр 0-25